# NGC 6632
NGC 6632 (другие обозначения — UGC 11226, MCG 5-43-18, ZWG 172.32, IRAS18230+2730, PGC 61849) — галактика в созвездии Геркулес.
Этот объект входит в число перечисленных в оригинальной редакции «Нового общего каталога».
В галактике вспыхнула сверхновая SN 2013bi типа IIP, её пиковая видимая звездная величина составила 16,4.